# وليامز بيريز
وليامز بيريز (بالإسبانية: Williams Pérez)‏ هو لاعب كرة قاعدة فنزويلي، ولد في 21 مايو 1991 في أكاريغوا ‏ في فنزويلا.

## وصلات خارجية
- وليامز بيريز على موقع دوري كرة القاعدة الرئيسي (الإنجليزية)
- وليامز بيريز على موقعبيزبول رفرنس.كوم (الدوري الرئيسي) (الإنجليزية)
- وليامز بيريز على موقعبيزبول رفرنس.كوم (الدوري الثانوي) (الإنجليزية)
- وليامز بيريز على موقع إي إس بي إن.كوم (أم.أل.بي) (الإنجليزية)
- وليامز بيريز على موقع مشجعي الرسوم البيانية (الإنجليزية)